# Vasco EC
Vasco EC is een Braziliaanse voetbalclub uit Aracaju in de staat Sergipe. 

## Geschiedenis
De club werd opgericht op 15 augustus 1931 als Vasco da Gama FC. In 1946 nam de club de huidige naam aan. 

## Erelijst
Campeonato Sergipano
1944, 1948, 1953, 1987